# Maghiana
Maghiana fou una ciutat del Panjab, avui al Pakistan, que amb Jhang, a 3 km al nord, constituïa una única municipalitat coneguda con Jhang-Maghiana i modernament només com Jhang. Era a poca distància del Chenab (uns 5 km). La seva població el 1881 era de 12.574 habitants i la municipalitat unida va passar a tenir-ne 21.629.